# Chibed
Chibed is een Roemeense gemeente in het district Mureș.
Chibed telt 1721 inwoners.